# Jakob Josef von Polonoje
Rabbi Jakob Josef ben Zvi haKohen Katz von Polonoje (* vor 1741; † um 1782 in Polonoje, Ukraine) war ein chassidischer Rabbiner und Prediger.

## Leben
Sein Geburtsjahr und Geburtsort sind unbekannt. Er war zunächst Rabbiner in Schargorod, der damals zweitgrößten jüdischen Gemeinde in der Region Podolien. 1741 machte er die Bekanntschaft von Rabbi Israel ben Elieser, des Baal Schem Tow. Dies hatte Auseinandersetzungen mit seiner Gemeinde zur Folge, und um 1748 musste er Schargorod verlassen. Bis 1752 hielt er sich in Raszków auf, einer sehr kleinen Gemeinde. Um 1750 beabsichtigte er von Raszkow aus nach Erez Israel zu reisen, führte jedoch diesen Plan nicht aus. Von Raszkow aus ging er nach Nemirow, wo er bis 1770 blieb und den Chassidismus öffentlich verbreitete. Nach dem Tod von Arje Leib, des Predigers von Polonoje, wurde Jakob Josef zu seinem Nachfolger ernannt. Er übte dieses Amt für den Rest seines Lebens aus, empfand jedoch Verbitterung darüber, dass er nicht die Leitung der chassidischen Bewegung als Nachfolger des Baal Schem Tow übernehmen konnte. Sein Sohn Abraham Samson ließ sich in Tiberias und Zefat nieder und veröffentlichte die Schriften seines Vaters.

## Seine Schriften und Lehren
Jakob Josefs erstes Werk, Toldot Ja'akow Josef, erschien 1780 in Korez und gilt als sein Hauptwerk. Es enthält Predigten des Autors sowie „die Worte, die ich von meinem Lehrer gehört habe“, also von Baal Schem Tow. Dies ist das erste Werk, in dem die grundlegenden Lehren des Chassidismus erläutert werden, sowohl in positiver Formulierung als auch in Form von Kritik an der traditionellen rabbinischen Führung und ihres Wertesystems. In diesem Buch bezeichnete Jakob Josef den traditionellen Typus von Rabbinern als „jüdische Dämone, deren ganzes Torastudium nur zu ihrer Wichtigtuerei dient.“ Das Buch rief seinerseits Kritik hervor; es scheint, dass einige Exemplare in Brody verbrannt wurden. Außerdem veröffentlichte Jakob Josef Kommentare zu den ersten vier Büchern Moses. Nach seiner Sicht ist der Prediger ein Arzt der Seele, die er mit Hilfe der von ihm gelehrten ethischen Prinzipien heilt. Der Prediger sollte die allgemeine Form, Inhalt und Lehrmethode seiner Predigten beachten, und dem Niveau der jeweiligen Zuhörerschaft anpassen.
Nach der Überzeugung von Jakob Josef manifestiert sich die Gegenwart Gottes in jedem menschlichen Gedanken. Eine überragende Rolle in seinem Gedankensystem spielt die Freude. Die beständige Spannung zwischen der Materie, welche den Menschen zum Bösen hinzieht, und der geistigen Form, welche das Gute erstrebt, könne durch Freude ausgeglichen werden, mit deren Hilfe böse Neigungen sich in ein Mittel verwandeln, um das Gute zu erreichen. Als den wichtigsten Zweck des Menschen bezeichnet er „Du sollst dich Ihm hingeben“. Diese Hingabe ist nur durch Freude möglich, während Fasten und Selbstkasteiung zu Kummer führen, und Kummer ist die Wurzel allen Übels. Für das Gebet ist ein Zustand der Reinheit, Konzentration und Freude erforderlich. Der Zaddik hat die Macht, einen ungünstigen Beschluss durch sein Gebet ins Gute umzukehren, auch im Namen seiner Anhänger. Im gesellschaftlichen Bereich wird der Zaddik mit dem Kopf bzw. den Augen des Körpers verglichen, und die Menge seiner Anhänger mit den Füßen. Aus diesem Bild folgt, dass jegliche Fehlhandlung auch des unbedeutendsten Mitglieds der Gesellschaft – sei sie materieller oder geistiger Art – den Zustand des Zaddik in weit größerem Ausmaß schädigt. Damit der Zaddik seine Pflichten erfolgreich erfüllen kann, müsse er von seinen Anhängern auch finanziell unterstützt werden. Eine große Bedeutung hatte für Jakob Josef die se'uda schlischit, das „Dritte Mahl“ gegen Ende des Sabbat, das in der chassidischen Gemeinschaft zusammen eingenommen wird.